# Fu Shou

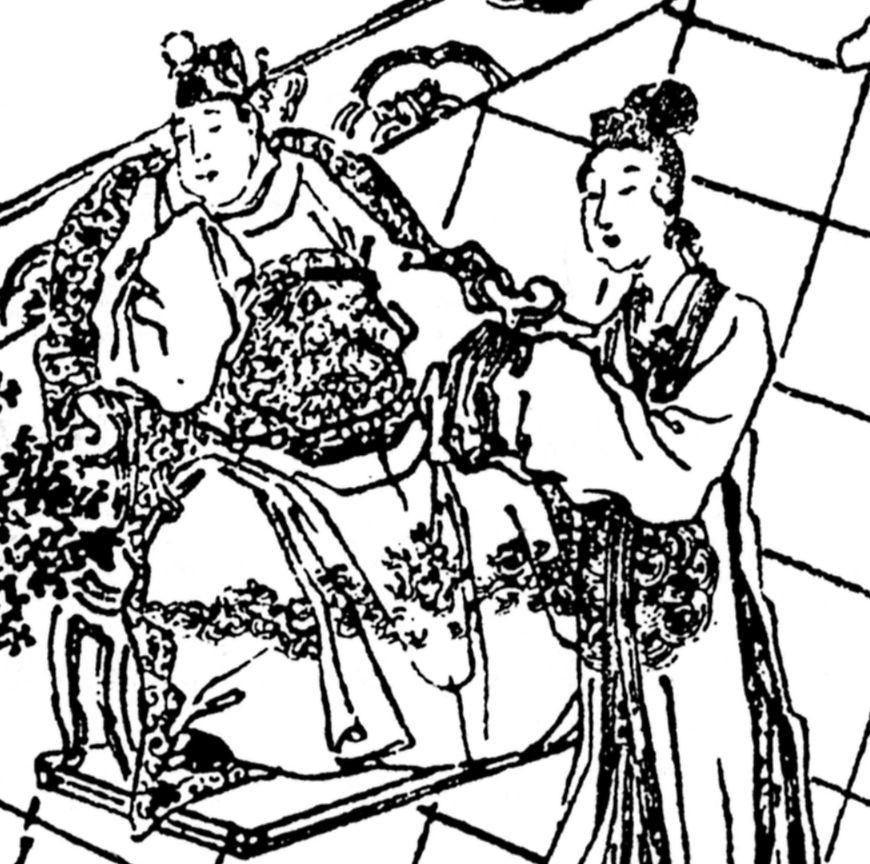
Kaiserin Fu Shou und Kaiser Xian (sitzend). Ausschnitt aus einer Qing-Ausgabe der Geschichte der Drei Reiche.

Kaiserin Fu Shou, 伏寿, Fú Shòu, († 214) war eine Kaiserin der Han-Dynastie. Sie war die erste Gemahlin von Han Xiandi, dem letzten Kaiser der Dynastie.

## Familiärer Hintergrund und Heirat mit Kaiser Xian
Fu Shous Vater war Fu Wan, ein Nachkomme in 7. Generation des Han-Beamten Fu Dan und erblicher Marquis von Buqi. Seine Gemahlin war die Prinzessin Yang'an, eine Tochter des Kaisers Huan; ob sie Fu Shous Mutter war, ist jedoch nicht geklärt.
Im Jahre 190, als Kaiser Xian größtenteils unter der Kontrolle Dong Zhuos stand und die Hauptstadt nach Chang’an verlegen musste, wurde Fu Shou kaiserliche Konkubine. Im Jahre 195, als der Kaiser unter dem Einfluss von Dong Zhuos Untergebenen Li Jue und Guo Si stand, wurde sie Kaiserin.

## Als Kaiserin
Solange Kaiser Xian unter der Kontrolle verschiedener Kriegsherren stand, pflegten er und Kaiserin Fu Shou offenbar eine Liebesbeziehung, aber beide sahen seine Macht mehr und mehr schwinden. Im Jahre 195, auf Kaiser Xians Flucht zurück nach Luoyang, trug die Kaiserin persönlich Seide, die von feindlichen Soldaten geraubt wurde, und ihre Leibwächter starben so nahe bei ihr, dass ihr Kleid von deren Blut besudelt wurde. Als sie schließlich nach Luoyang zurückkehrten, waren die Vorräte des Hofes verbraucht, und obwohl es keine Aufzeichnungen über die Leiden der Kaiserin gibt, verhungerten viele Hofbeamte oder wurden von Räubern erschlagen. Sobald Cao Cao im Jahre 196 anlangte, war diese Not vorbei. Cao Cao ergriff die Kontrolle über Kaiser Xian und den Hof und zog mit allen in sein Hauptquartier nach Xu (im heutigen Xuchang, Henan).
Kaiserin Fu Shou war über Cao Caos Herrschaft nicht glücklich. Im Jahre 200 wurde Kaiser Xians Konkubine Dong nach einer Verschwörung ihres Vaters Dong Cheng von Cao Cao hingerichtet. Kaiserin Fu Shou wurde von Ärger und Furcht übermannt und beklagte sich in einem Brief an ihren Vater Fu Wan über Cao Caos Grausamkeit. Sie bat ihn darin indirekt, eine Verschwörung gegen Cao Cao anzuzetteln. Fu Wan fürchtete Cao Cao und reagierte nicht auf den Brief, aber im Jahre 214 wurde dieser entdeckt. Cao Cao war wütend und forderte Kaiser Xian auf, Kaiserin Fu Shou abzusetzen. Kaiser Xian zögerte, aber Cao Cao besetzte den Palast mit seinen Truppen. Obwohl Kaiserin Fu Shou sich versteckte, wurde sie entdeckt und aus dem Palast geschleift. Als sie fortgeführt wurde, schrie sie dem Kaiser zu, er möge ihr Leben retten, aber seine Antwort war: "Ich weiß ja nicht einmal, was mit mir geschehen wird. Wie soll ich dein Schicksal erkennen, ja verhindern können?" Sie wurde mit ihren zwei Söhnen und ihrer Familie getötet. Kaiser Xian blieb am Leben, aber sein Status als Marionette war nun unerschütterlich. Cao Cao zwang den Kaiser im Jahr darauf, seine Tochter Cao Jie zur Kaiserin zu ernennen, die bis dahin seine Konkubine gewesen war.
| Vorgänger | Amt                        | Nachfolger |
| --------- | -------------------------- | ---------- |
| He        | Kaiserin von China 195–214 | Cao Jie    |

| Personendaten    | Personendaten                                                       |
| ---------------- | ------------------------------------------------------------------- |
| NAME             | Fu Shou                                                             |
| KURZBESCHREIBUNG | chinesische Kaiserin (195–214), vorletzte Kaiserin der Han-Dynastie |
| GEBURTSDATUM     | 2. Jahrhundert                                                      |
| STERBEDATUM      | 214                                                                 |